# Manoir de Gonneville (Saint-Jacques-de-Néhou)
Le manoir de Gonneville est une ancienne demeure fortifiée, du XVIe siècle ou du début du XVIIe, qui se dresse sur le territoire de la commune française de Saint-Jacques-de-Néhou dans le département de la Manche, en région Normandie. La demeure est partiellement inscrite au titre des monuments historiques.

## Localisation
Le manoir est situé, à trois kilomètres au nord-ouest de l'église Saint-Marcouf, sur la commune de Saint-Jacques-de-Néhou, dans le département français de la Manche.

## Historique
C'est en la personne de Jehan Pitteboult, que cette famille, originaire d'Aubigny (Saint-Martin-d'Aubigny) où elle tenait des mains du duc d'Orléans la fiefferme de la Pitteboudière et anoblie en 1479 aux francs-fiefs, vint s'installer dans les dernières décennies du XVe siècle sur les terres de Gonneville, de la Roquelle et de la Haulle, à Saint-Jacques-de-Néhou.
En 1523, c'est Jacques Pitteboult († av. 1554), écuyer, qui est seigneur de Gonneville. Il était également vicomte de Saint-Sauveur-le-Vicomte et seigneur de Graffard en 1544 et de la Roquelle en 1550. De son union avec Jeanne de La Luthumière, veuve de Julien du Saussey, seigneur de Barneville, il eut trois fils : Julien, seigneur de la Roquelle, Jehan, seigneur de Gonneville, et Pierre, seigneur de Graffard.
Le logis, a vraisemblablement été élevé, sous Henri IV, par Charles Pigache, qui est qualifié en 1666 de seigneur de Gonneville à Néhou ainsi que du Haut Manoir à Fierville. Le manoir fut, de 1685 à 1829, la possession de la famille de Beaudrap.

## Description
L'ancienne vavassorie de Gonneville comprend un modeste logis du XVIe siècle ou du début du XVIIe représentatif des constructions fermées défensives avec un pavillon, doté de fenêtres à meneaux, et de lucarnes chargées de boules reconstruit au XVIIe siècle de style Henri IV, avec à l'intérieur des cheminées monumentales.
Les communs, avec une charretterie à deux arcs en plein cintre, bordent sa cour intérieure. Un pigeonnier complète l'ensemble.

## Protection
Les façades et toitures du manoir et des communs fermant la cour ; la cheminée de la grande pièce du rez-de-chaussée du pavillon Henri IV ; la cheminée de la pièce de droite du bâtiment du XVIe siècle et le pigeonnier sont inscrits au titre des monuments historiques par arrêté du 29 août 1977.